# 右所乡
右所乡，是中华人民共和国四川省凉山彝族自治州盐源县下辖的一个乡镇级行政单位。

## 行政区划
右所乡下辖以下地区：
花果村、大村、五道河村、塌耳堤村、跑马村和南山村。